# Der Schatz im Silbersee – Karl May entfesselt
Der Schatz im Silbersee – Karl May entfesselt ist ein Puppentheaterstück des Theaters Junge Generation in Dresden nach Karl Mays Erzählung Der Schatz im Silbersee.

## Inhalt
Tapfere Westmänner, orientierungslose Oststaatler, skrupellose Tramps, zwielichtige Rothäute, Schießereien, Kriegslisten, Überfälle, Dampfschiffe, Postkutschen, Marterpfähle und ein versenkter Schatz.
Drei Puppenspieler bringen das Maysche Abenteuerepos auf ein handliches Format. Im Pfeil- und Kugelhagel jagen sie über die Prärie, als Wigwam dient ein Wohnmobil, und den Überblick hat am Ende nur noch einer: das Pferd.

## Mitwirkende
- Regie: Astrid Griesbach
- Darsteller: Patrick Borck, Christian Pfütze, Uwe Steinbach
- Musikalische Leitung: Jürgen Kurz
- Bühne und Kostüme: Grit Wendicke

## Quelle
- Eintrag im Karl-May-Wiki